# Miss Bianca al Castello Nero
Miss Bianca e il Castello Nero è un romanzo inglese per bambini scritto da Margery Sharp e illustrato da Garth Williams, pubblicato nel 1959 da William Collins, Sons nel Regno Unito, Little, Brown and the Company negli Stati Uniti d'America e da Mondadori in Italia.

## Trama
La storia inizia nella sede della Società Internazionale di Salvataggio, un'organizzazione internazionale di topi, il cui compito è quello di soccorrere e aiutare le persone rapite. Durante un'assemblea straordinaria, i rappresentanti scoprono che un poeta norvegese è stato imprigionato nel Castello Nero; malgrado le rigide regole sui salvataggi umani, la signora moderatrice suggerisce di salvarlo, a patto che un topo che conosce bene la lingua del prigioniero riceva l'incarico. Per un fortuito caso, la società scopre che proprio Miss Bianca, una ricca topolina bianca, si recherà in Norvegia, in aeroplano, con il suo proprietario, figlio di un ambasciatore. Il moderatore chiede, quindi, a Bernard, un residente della dispensa, di trovare Miss Bianca nella sua pagoda di porcellana e convincerla a intraprendere la missione.

## Accoglienza

### Critica
Kirkus Reviews considera il libro "una fantasia assurda e seducente" che è stato "fatto su ordinazione per Walt Disney - ma una strana partenza per Margery Sharp"
Noel Perrin, nel saggio Child's Delight, scrisse che il libro è molto diverso dal film e secondo lui molto superiore, elogiandolo per la trama inventiva, la "facilità e libertà, eleganza e ironia della scrittura di Sharp".
Nel 2011 il libro venne ristampato in una nuova edizione dal The New York Review of Books. Meghan Cox Gurdon del The Wall Street Journal considerò il libro "più divertente e più interessante della versione cinematografica ad alto contenuto di fruttosio". 

## Altri media
Diversi anni dopo la sua pubblicazione, The Walt Disney Company produsse un adattamento cinematografico dal titolo Le avventure di Bianca e Bernie (1977), basato principalmente sul secondo romanzo della serie, Miss Bianca, con elementi tratti dal romanzo originale.